# Roulement des œufs

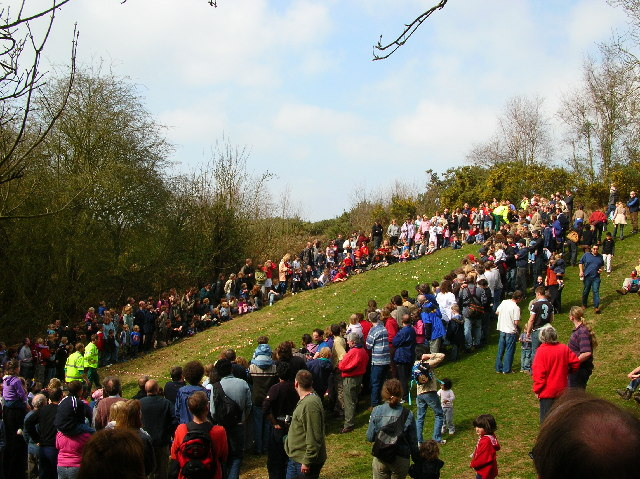
roulement des œufs de Pâques en Oxford

Roulement des œufs, ou roulement des œufs de Pâques, est un jeu joué avec des œufs à Pâques. Différentes variantes de ce jeu existent à travers le monde, mais ce dernier normalement joué avec des œufs dur décorés, devenus œufs de Pâques. Il consiste généralement en une course que les enfants réalisent en poussant un œuf dans l'herbe.

## Histoire
Les Saxons qui vivaient avant le christianisme avaient une déesse du printemps Eostre, dont la fête était célébrée à l’équinoxe du printemps, vers le 21 mars. Son animal était le lièvre du printemps, et la renaissance de la terre au printemps était symbolisée par l’œuf. Le pape Grégoire le Grand ordonna à ses missionnaires d’utiliser les anciens sites et fêtes religieux et de les assimiler aux rituels chrétiens quand c’était possible. La fête chrétienne de la résurrection du Christ convenait à être fusionnée avec la fête païenne d’Eostre et beaucoup de ses traditions furent adoptées dans les réjouissances chrétiennes. En Angleterre, en Allemagne, et d’autres pays, les enfants traditionnellement roulaient les œufs à Pâques jusqu’au bas de la colline. Certains croient que cette tradition devint un symbole du roulement du rocher qui créa l’ouverture du tombeau de Jésus-Christ avant sa résurrection. Cette tradition, ainsi que d’autres, par exemple, le lapin de Pâques, fut emportée au Nouveau Monde par des colons Européens,.